# Val-du-Gave-d'Aspe
Val-du-Gave-d'Aspe est une ancienne commune des Pyrénées-Atlantiques résultant de la fusion des communes d'Agnos et de Gurmençon le 1er février 1973. Ces deux communes ont repris leur indépendance le 1er janvier 1983.

## Géographie
La commune fait partie du piémont oloronais.

## Démographie
| 1975 | 1982 |
| ---- | ---- |
| 730  | 752  |

## Pour approfondir